# 키리아코스 파파도풀로스
키리아코스 파파도풀로스 (Κυριάκος Παπαδόπουλος, Kyriakos Papadopoulos, 1992년 2월 23일, 중앙마케도니아 주 카테리니 ~ )는 그리스의 축구 선수이다.

## 클럽 경력

### 올림피아코스 FC
카테리니 출신으로, 파파도풀로스는 처음에 스보로노스 카테리니스에 입단하였고, 올림피아코스 FC의 U-18팀에 2007년 7월 합류하였다. 그는 올림피아코스의 프리시즌 친선경기에 출전하였고, 세 리그 경기와 세 그리스 컵 경기에 출전하였다.
2007년 여름, 파파도풀로스는 프리시즌 도중, RCD 에스파뇰의 청소년팀 연습 훈련에 테스트를 보았고, 팀의 일부로 활동을 시험하였다. 그는 매우 좋은 모습을 보이며 클럽 매니저가 주목하게 하였고, 리저브 팀에, 그리고 1군에 합류할 수 있는 계약을 제안하였다.
하지만, 올림피아코스는 이 영재의 재능에 경각하고 있었고, 전 매니저 조지 루바리스는 파파도풀로스의 아버지인 니코스와 더 빠르게 합의를 보아, 피레아스의 클럽으로 데려오는데 성공하였다.
2007-08시즌, 파파도풀로스는 좋은 모습을 보였다. 그는 그리스 슈퍼리그 데뷔를 2007년 12월 2일, 3-1로 이긴 아트로미토스 FC와의 경기에서 교체 출장되어 데뷔전을 치렀고, 그리스 리그의 최연소 출전 선수가 되었다. 그는 레알 마드리드 CF와 SS 라치오와의 경기에서 교체선수로 대기하였고, 몇 그리스 컵 경기에도 나왔다. 만약 이 챔피언스리그 경기 중 한 경기만 출장하였다면, 최연소 챔피언스리그 출전기록을 2년 경신하였을 것이다.
2008년 9월, 파파도풀로스는 £4.6의 바이아웃을 가진 3년 계약서에 서명하였다. 2008년 11월 2일, 2-0으로 승리한 에르고텔리스 FC와의 경기에서 파파도풀로스는 2008/09시즌 리그 첫 출장을 하였다.

### FC 샬케 04
2010년 6월 23일, 파파도풀로스는 독일 분데스리가의 거함 FC 샬케 04와 4년 계약을 체결하였다.

## 국가대표 경력
그는 2007년 UEFA U-19 유럽선수권 본선에 참여하기 위해 그리스 U-19 대표팀에 차출되었다. 그는 몰도바, 네덜란드, 러시아와의 세 경기에 모두 출장하였고, 그리스가 최종 토너먼트를 1위로 진출하는데 공을 세웠다.
파파도풀로스는 콘스탄티노스 람브로풀로스와 콤비를 이루며 그리스 수비 주축을 담당하였다. 그는 체코와의 경기를 무실점으로 끝내는 데 도움을 주었고 잉글랜드와 이탈리아와의 경기에서도 호평을 받았다. 그의 활약은 첼시 FC, 아스날 FC, 노팅엄 포레스트 FC, 맨체스터 유나이티드 FC 스카우트들의 관심을 모았다.
팀은 이 수비수의 대회에서 성숙한 모습과 최고참과 13개월 차인 최연소 선수라는 점이 인상적이었다. 그가 토너먼트의 최연소 선수임에도 불구하고, 그는 유럽의 가장 재능있는 10명의 선수 중 하나로 평가받았고 UEFA U-19 대회의 팀 선수들 중 하나로 꼽혔다.
오토 레하겔은 이 젊은이의 능력에 인상을 받았고, EPO 보드진들과 시니어 팀으로 차출되는 것에 제안을 받았다. 그러나, 아직까지 경기는 출장하지는 않았다.
샬케에서의 환상적인 1년을 보낸 후, 2011년 6월 4일, 그리스 축구 국가대표팀 감독 페르난두 산투스 감독은 그를 시니어팀 선수로 몰타를 상대로 데뷔전을 치르게 하였다. 아브람 파파도풀로스와 소크라티스 파파스타토풀로스가 출장 불가 상태가 됨에 따라, 그는 방겔리스 모라스와 센터백을 보았다. 그는 수비에서 탁월한 모습을 보임은 물론이며, 그는 팀의 2번째 골을 득점하였다.

## 보유 기록
- 그리스 슈퍼리그 최연소 출전 선수: 15세 283일
- UEFA U-19 토너먼트 팀의 선수: 2007년

## 수상
올림피아코스 FC
- 그리스 슈퍼리그:2007-08
- 그리스 컵:2007-08

FC 샬케 04
- DFB-포칼:2010-11
- 독일 슈퍼컵:2011